# 五十嵐佳子
五十嵐 佳子（いがらし けいこ、1956年 - ）は、日本の作家、ライター。山形県山形市出身。お茶の水女子大学文教育学部卒業。婦人公論やクロワッサン、ゆうゆうなどの女性誌中心に人物インタビュー、ファッション、インテリア、健康、法律、小説など幅広い分野で活動する。

## 著作リスト
- 優しい時間　心を癒す7つのセラピー（1998年、旬報社）
- 化学物質に負けない健康生活のすすめ（1999年、旬報社）
- Shoes & foot おしゃれな靴を一生楽しむために（2001年、エクスナレッジムック）
- はじめての蘭（2002年、中央公論新社）
- 女性弁護士物語 17人のしなやかな生き方（共著：山本祐司、2002年、日本評論社）
- あなたもなれる！市議会議員（共著：小石川百合、2002年、バジリコ）
- こんなに楽しい！妖怪の町（監修：水木しげる、2006年、実業之日本社）
- つや姫 10万分の1の米（写真：武田貴浩、2012年、角川学芸出版）
- 新時代の学力 わが子のために、できること（監修：湘南ゼミナール、2015年、角川学芸出版）

小説
- ゲゲゲの女房 上 下（原案：武良布枝、脚本：山本むつみ、2010年、NHK出版）
- 八重の桜（作：山本むつみ、2012年、NHK出版）
- ひまわりと子犬の7日間 みらい文庫版（脚本：平松恵美子、絵：高野きか、2013年、集英社）
- ジョバンニの島 みらい文庫版（原作：杉田成道、絵：プロダクション・アイジー、2014年、集英社）
- 花燃ゆ（作：大島里美・宮村優子、2014年、NHK出版）
- 半七捕物帳 リミックス!（共著：岡本綺堂、表紙絵：波津彬子、2015年、白泉社）
- リトルプリンス 星の王子さまと私（2015年、集英社）
- 妻恋稲荷　煮売屋ごよみ（2016年　白泉社）
- 読売屋お吉甘味帖
  1. 『読売屋お吉甘味とぉんと帖』祥伝社〈祥伝社文庫〉、2017年9月。ISBN 978-4-396-34353-8。
  2. 『わすれ落雁』祥伝社〈祥伝社文庫〉、2018年6月。ISBN 978-4-396-34421-4。
  3. 『かすていらのきれはし』祥伝社〈祥伝社文庫〉、2019年5月。ISBN 978-4-396-34529-7。
  4. 『結びの甘芋』祥伝社〈祥伝社文庫〉、2020年11月。ISBN 978-4-396-34684-3。
- 『金子と裕而 歌に生き愛に生き』朝日新聞出版、2020年2月。ISBN 978-4-02-251666-4。
- 結実の産婆みならい帖シリーズ
  1. 『むすび橋 結実の産婆みならい帖』朝日新聞出版〈朝日文庫〉、2021年6月。ISBN 978-4-02-264996-6。
  2. 『星巡る 結実の産婆みならい帖』朝日新聞出版〈朝日文庫〉、2022年3月、ISBN 978-4-02-2650320
  3. 『願い針 結実の産婆みならい帖』朝日新聞出版〈朝日文庫〉、2022年10月、ISBN 978-4-02-2650672

監修
- 気持ちよく、上手に暮らそう（絵：霧生さなえ、2007年、小学館）

構成
- ちびまる子ちゃん こども小説（作・絵：さくらももこ、2011年、集英社）